# Las Lomas (Texas)
Las Lomas és una concentració de població designada pel cens dels Estats Units a l'estat de Texas. Segons el cens del 2000 tenia 2.684 habitants.

## Demografia
Segons el cens del 2000, Las Lomas tenia 2.684 habitants, 629 habitatges, i 598 famílies. La densitat de població era de 1.850,5 habitants/km².
Dels 629 habitatges en un 72,3% hi vivien nens de menys de 18 anys, en un 76,9% hi vivien parelles casades, en un 14,5% dones solteres, i en un 4,8% no eren unitats familiars. En el 4,8% dels habitatges hi vivien persones soles el 3,5% de les quals corresponia a persones de 65 anys o més que vivien soles. El nombre mitjà de persones vivint en cada habitatge era de 4,27 i el nombre mitjà de persones que vivien en cada família era de 4,39.
Per edats la població es repartia de la següent manera: un 44,9% tenia menys de 18 anys, un 11,3% entre 18 i 24, un 27,5% entre 25 i 44, un 12,9% de 45 a 60 i un 3,4% 65 anys o més.
L'edat mediana era de 21 anys. Per cada 100 dones de 18 o més anys hi havia 92,4 homes.
La renda mediana per habitatge era de 10.927 $ i la renda mediana per família d'11.000 $. Els homes tenien una renda mediana de 9.833 $ mentre que les dones 9.643 $. La renda per capita de la població era de 3.877 $. Aproximadament el 72,6% de les famílies i el 70,7% de la població estaven per davall del llindar de pobresa.

## Poblacions més properes
El següent diagrama mostra les poblacions més properes.